# Lobeliaceae
Goodeniaceae
Classification APG II (2003)
Famille
Classification APG III (2009)
La famille des Lobéliacées regroupe des plantes dicotylédones. Cette famille a une histoire incertaine et souvent ces plantes sont incluses dans la famille des Campanulacées.
Cette famille regroupe des plantes herbacées, des arbustes ou quelques arbres. Ce sont des plantes annuelles ou pérennes.

## Étymologie
Le nom vient du genre Lobelia, nommé par Charles Plumier en l'honneur du botaniste flamand Mathias de l'Obel, Carl von Linné le réutilisa par la suite.

## Classification
Dans la classification phylogénétique APG II (2003), cette famille est optionnelle et ces plantes sont souvent incluses dans la famille des Campanulacées.
L'Angiosperm Phylogeny Website n'accepte pas cette famille.
En classification phylogénétique APG III (2009) cette famille est invalide et ses genres sont incorporés dans la famille Campanulaceae.